# Северный (Быковский район)
Северный — посёлок в Быковском районе Волгоградской области России. Входит в Красносельцевское сельское поселение.

## География
Село расположено в Заволжье в 2 километрах севернее Красносельца.
На прилегающих к посёлку территориях расположены бахчи.
Население посёлка составляет около 160 жителей (2002). Обслуживается отделением почтовой связи 404063, расположенном в Красносельце.

## История
На 01 июля 1968 года посёлок входил в Красносельский сельский совет.
На 01 ноября 1988 года посёлок входил в состав Красносельцевского сельского совета.